# Društvena pravila
Nijedno društvo ne postoji niti može opstati bez društvenih normi ili standarda ponašanja. Ta sposobnost da razvije i sprovede društvene norme je jedna od važnih karakteristika koja razdvaja ljudsku od drugih vrsta. Društvena pravila ili norme se najčešće definiraju kao standardi ponašanja koja su inače zasnovana na širim uvjerenjima kako bi se pojedinac trebao ponašati u grupi. Pored ponašanja spominje se i način razmišljanja ali i osjećanja koje članovi društva smatraju prihvatljivim.
Nepoštivanje društvenih pravila može dovesti do sankcija, uključujući i isključenje iz grupe. Sankcije mogu biti:
- formalne (npr. kazna) i
- neformalne (npr. neodobravanje)

Društvene norme upućuju na načine obavljanja stvari, odijevanje, govor i vanjski izgled. Razlikuju i razvijaju se ne samo s vremenom, mogu se razlikovati i po dobnim skupinama i između društvenih slojeva ili društvenih skupina. 
Ponašanje koje se smatra prihvatljivim u jednoj društvenoj skupini, može biti neprihvaćeno u drugoj.  
Da bi se dokazalo prisustvo društvenih pravila moraju se provjeriti sljedeće stavke: 1) ponašanje, odnosno što pojedinci rade, 2) prudencijalni razlozi ili razlozi za ponašanje koje ne zavisi od društvenih očekivanja, 3) empirijska očekivanja ili uvjerenje pojedinca o tome šta drugi rade, 4) individualna normativna vjerovanja ili vjerovanje pojedinca što bi trebao raditi, 5) normativna očekivanja ili vjerovanje pojedinca što bi drugi trebali raditi.